# Jeca contra o Capeta
Jeca Contra o Capeta é um filme brasileiro de 1975, do gênero comédia, dirigido por Pio Zamuner, produzido pela PAM Filmes e estrelado por Mazzaropi.

## Sinopse
Numa cidadezinha do interior, o bandido encrenqueiro Camarão é morto e as suspeitas de assassino caem sobre Augusto, o jovem filho do caipira Poluído.  Agora a família terá de provar que o filho não é o responsável pelo crime. Enquanto isso, a notícia da aprovação da lei do divórcio alegra uma viúva de mau gênio, que tem uma paixão pelo caipira Poluído, mas este é feliz no casamento.

## Elenco
- Mazzaropi - Poluído
- Geny Prado - Dona Poluição
- Roberto Pirillo - Augusto
- Néa Simões - Dionisía
- Leonor Navarro - Almeirinda
- Rose Garcia - Ritinha
- Macedo Neto - Falso Advogado
- Carlos Garcia - Camarão
- Jair Talarico - Nardão
- Jorge Pires
- Cavagnole Neto - Delegado
- Aparecida de Castro
- José Mauro Ferreira
- Fausto Rocha - Jesus Cristo
- José Velloni - Justino
- Élcio Rosa
- Aparecida dos Santos

## Recepção
Rendeu Cr$ 15.258.957,70 e público de 2.602.630 espectadores, sendo o filme brasileiro com a maior bilheteria e público de 1975 e a segunda maior bilheteria entre as produções de Mazzaropi, perdendo apenas para seu antecessor, O Jeca Macumbeiro.